# Thermolumineszenzdatierung

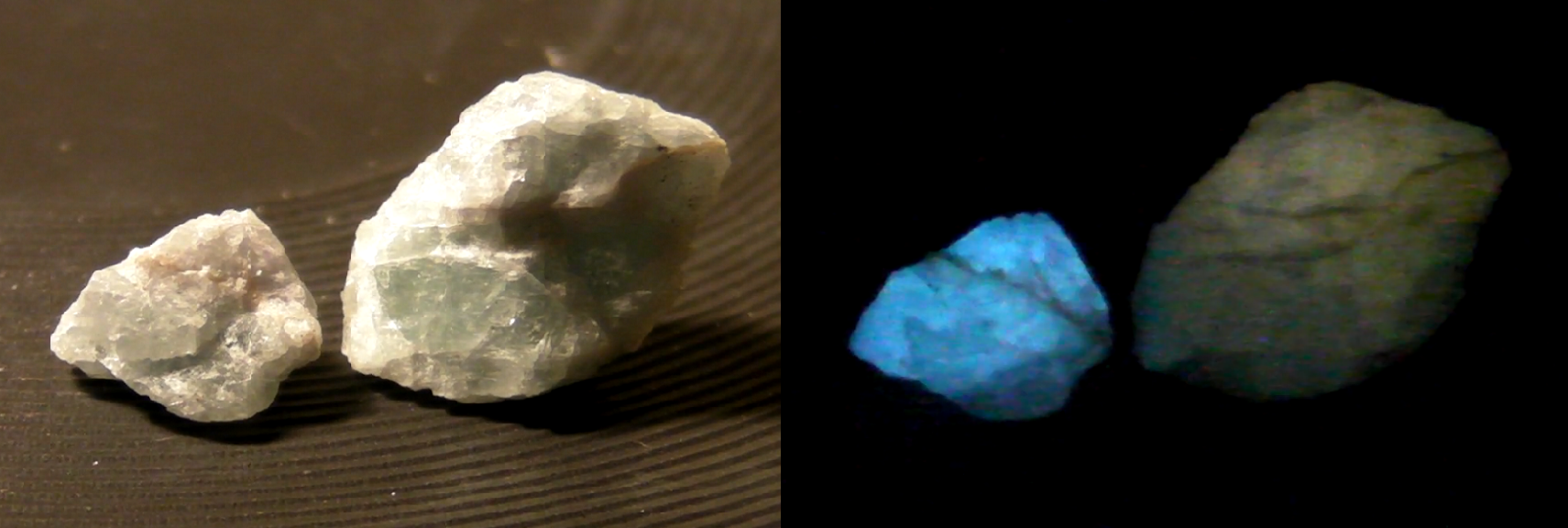
Thermolumineszenz von Flussspat

Bei der Thermolumineszenzdatierung wird die Eigenschaft mancher Festkörper genutzt, beim Erhitzen vorher im Kristallgitter gespeicherte Energie in Form von Licht abzugeben. Die Energie wurde in metastabilen Zuständen gespeichert, sie stammt vor allem aus Zerfallsprozessen natürlich vorkommender radioaktiver Nuklide oder aus der kosmischen Strahlung. Verwandte Prozesse der stimulierten Lichtemission werden im Artikel Lumineszenz genauer beschrieben.
Thermolumineszenzdatierung wird u. a. in der Archäologie (Abkürzung TL-Datierung oder allgemeiner Lumineszenzdatierung) als Methode zur Altersbestimmung von Keramikobjekten oder anderweitig gebrannten Artefakten, z. B. Verhüttungsschlacken verwendet. Ebenso kann die Thermolumineszenz auch zur Datierung von Sedimenten genutzt werden. Dann wird das Ereignis der letzten Belichtung durch Sonnenlicht datiert. Die Thermolumineszenz dient dabei als Ergänzung zur Radiokohlenstoffdatierung (auch: 14C-Datierung), insbesondere dann, wenn Datierungen jenseits der begrenzten Reichweite der 14C-Datierung benötigt werden oder wenn kein organisches Material zur Verfügung steht.

## Grundlage

Vergleich thermischer Normalstrahlung mit Glowkurve

In natürlich vorkommenden Mineralien wie Quarz oder Feldspat wird Energie in Form von Strahlenschäden, verursacht durch den Zerfall natürlich vorkommender instabiler Nuklide sowie kosmische Strahlung, im Kristallgitter gespeichert. Dabei werden Elektronen in „Elektronenfallen“ zwischen Valenz- und Leitungsband festgesetzt. Quarze oder Feldspäte wiederum sind mineralogische Bestandteile z. B. gebrannter Keramik.
Beim Erhitzen emittieren Körper mit steigender Temperatur zunächst Wärmestrahlung, die dann auch den sichtbaren Spektralbereich beinhaltet. Wenn keine Thermolumineszenz auftritt, kann die abgestrahlte Leistung als Funktion der Temperatur mit Hilfe des Stefan-Boltzmann-Gesetzes vorhergesagt werden. Beim weiteren Erhitzen auf Temperaturen um 300–500 °C setzt thermische stimulierte Lichtemission (Thermolumineszenz) ein, das heißt, angeregte Elektronen verlassen ihren metastabilen Zustand und fallen auf niedrigere Energieniveaus zurück (man spricht auch von Rekombination). Die Energiedifferenz wird dabei als Lichtquant einer charakteristischen Frequenz (zum Beispiel im sichtbaren Spektrum) abgegeben. Da nach relativ kurzer Zeit sämtliche angeregte Elektronen auf ein niedrigeres Energieniveau gefallen sind, tritt dieser Thermolumineszenz (TL) genannte Effekt nur beim ersten Erhitzen auf, sofern der Kristall nicht anschließend erneut bestrahlt wird.
Aus dem Unterschied zweier so ermittelter Kurven kann auf die gespeicherte Energie rückgeschlossen werden. Diese hängt von der Intensität und der Zeitdauer der vorhergehenden angesammelten Energie ab.
Für die Strahlungsmesstechnik verwendet man Kristalle aus Lithiumfluorid, CaSO4, CaF2 , SiO2 oder Lithiumborid, die mit verschiedenen Fremdatomen (Aktivatoren) wie Mn, Mg, Ti, Cu oder P gezielt verunreinigt („dotiert“) sind. Diese Dotierungen dienen der Erzeugung von Fehlstellen, in denen die im Kristall freigesetzten Elektronen eingefangen und gespeichert werden können.

## Archäologische Anwendung
Erste moderne Anwendungen wurden in den 1950er Jahren beschrieben, in der Archäologie auf Keramik durch Elizabeth K. Ralph und Mark C. Han und von Martin J. Aitken. Bereits 1953 in einem Aufsatz von Daniels, Boyd & Saunders vorgeschlagen, wurden erste Datierungsanwendungen 1957/1958 von Forschern der Universität Bern (Team um Friedrich Georg Houtermans und Norbert Grögler) vorgestellt. In der darauffolgenden Zeit wurde die Datierungsmethode Anfang der 1960er Jahre federführend von Martin J. Aitken in Oxford weiter entwickelt. Weitere methodische Verbesserungen führten 1985 zur Vorstellung der Optically Stimulated Luminescence (OSL) Datierung durch David Huntley. Datiert wird der Zeitpunkt der letzten Belichtung, was prinzipiell auch mit der TL-Datierung möglich ist, aber erheblich längere Belichtungszeiten erfordert. Das Verfahren der OSL-Datierung ist, obwohl mit der TL-Datierung eng verwandt, daher von dieser abzugrenzen (s. Abschnitt verwandte Verfahren).

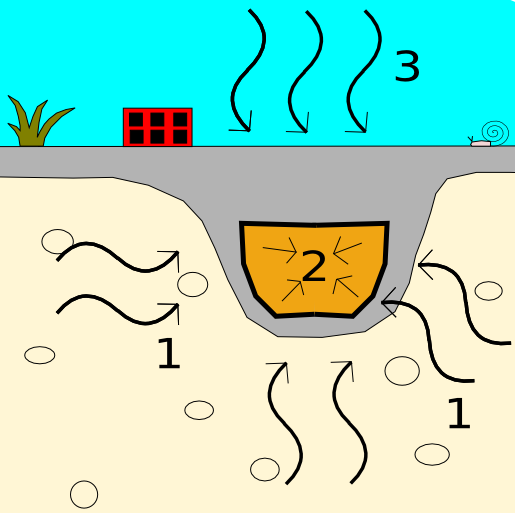
Diagramm eines Keramikfragments in einer archäologischen Ausgrabungsstätte, das die verschiedenen Arten ionisierender Strahlung zeigt, die den Fund beeinflussen:
1. Radioaktivität in der Umwelt;
2. Radioaktivität, die von der Keramik selbst emittiert wird, und
3. kosmische Strahlung.

Thermolumineszenzdiagramme zur thermolumineszierenden Datierung von Artefakten.
Oben: Thermolumineszenzdiagramm einer modernen Keramik.
Unten: Thermolumineszenzdiagramm eines antiken Keramikmaterials. In beiden Grafiken:
Kurve a Thermolumineszenz nach Laboraktivierung der Probe mit einer gegebenen Dosis ionisierender Strahlung;
Kurve b Thermolumineszenz ohne Aktivierung der Probe durch ionisierende Strahlung;
Kurve c ist das Hintergrundsignal des Messaufbaus.

Typische Quarz-TL-Kurve, gemessen im Rahmen einer TL-Datierung

Der Aufbau des latenten Lumineszenzsignals erfolgt durch Energiezufuhr aus dem Zerfall natürlich vorkommender radioaktiver Nuklide (238U, 232Th, 40K, 87Rb) sowie durch kosmische Strahlung.
Beim Brennvorgang zur Herstellung des Artefaktes wurde die TL-Uhr auf „0“ zurückgesetzt. Anschließend setzt die skizzierte „Aufladung“ erneut ein. Je älter die Probe ist, desto stärker ist das bei einer erneuten Erhitzung beobachtbare Lumineszenzsignal. Durch die Messung wird die TL-Uhr jedoch erneut zurückgesetzt.
Folgendes muss in die Auswertung einfließen:
- Messungen der Dosisleistung in der Umgebung des Fundortes vorkommender radioaktiver Nuklide
- Kenntnis des (regional/lokal unterschiedlichen) Spektrums der betreffenden radioaktiven Isotope und deren Zerfallszeit

Die Reichweite der Methode beträgt mehr als 50.000 Jahre, abhängig vom verwendeten Dosimeter und der Dosisleistung. Unter guten Voraussetzungen wurden auch 500.000 Jahre erreicht. Ihre Genauigkeit ist jedoch begrenzt und liegt bei etwa 10 % des Alters der Probe. Daher kann sie bei Keramik der Antike oft nur allgemein die Echtheit bestätigen, während die genauere Datierung durch stilistische Analysen etwa der Vasenmalerei erfolgen muss.
Bisher ist es Fälschern nicht gelungen, diese Methode der Altersbestimmung auszuhebeln, weil es offensichtlich unmöglich ist, frisch gebrannte Keramik durch künstliche Bestrahlung so „aufzuladen“, dass der zeitliche Verlauf der TL-Strahlung während des Erhitzens imitiert wird.

## Verwandte Verfahren

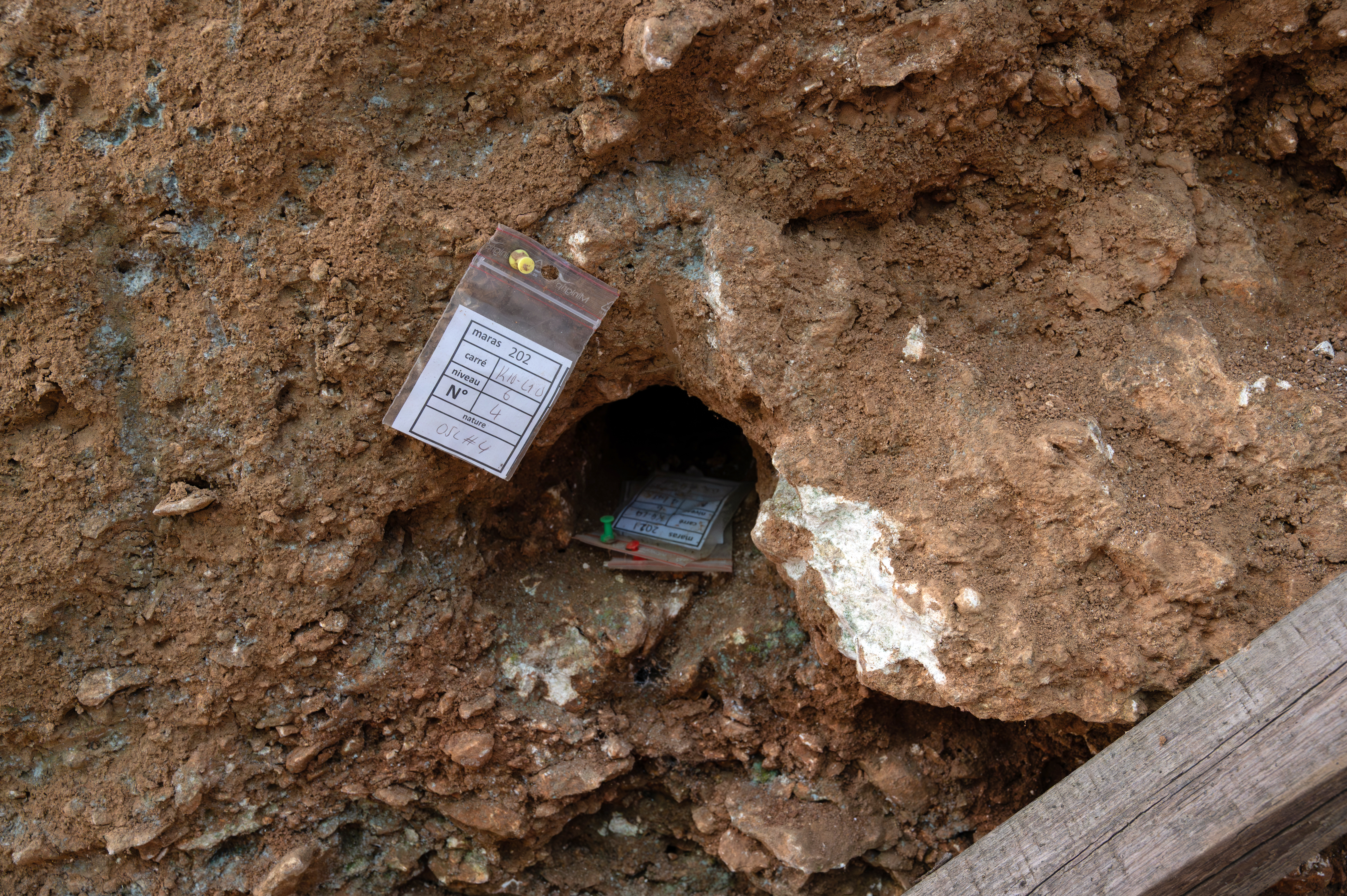
Entnahmestelle einer Probe zur OSL-Fundschichtdatierung

Nach dem gleichen Wirkungsprinzip wie die Thermolumineszenzdatierung arbeiten weitere Verfahren, bei denen die Abregung aus den metastabilen Zuständen nicht durch Erhitzung des Materials erfolgte, sondern durch Energiezufuhr in Form von Photonen. Diese Photo- oder Radiolumineszenzmethoden lassen sich nach der Frequenz der von außen zugeführten, stimulierenden Strahlung unterscheiden:
- Optisch stimulierte Lumineszenz (OSL; en: optically stimulated luminescence) mit Hilfe von Licht aus dem sichtbaren Bereich des Spektrums. Anwendbar bei Quarz und Feldspat, d. h. bei ehemals dem Sonnenlicht oder einer Erhitzung ausgesetzten Gesteinen (Sandstein, Granit) und insbesondere quarzhaltigen Sedimenten. Die hier betrachtete Energie wird schon durch Tageslicht freigesetzt, weswegen über die Menge an gespeicherter Energie bewertet werden kann, wie lange der letzte Kontakt zu Sonnenlicht und somit beispielsweise der Sedimentationsprozess zurückliegt. Geeignet zur Datierung von Proben, die bis zu 200.000 Jahre alt sind.[8]
- Infrarot stimulierte Lumineszenz (IRSL; en: infrared stimulated luminescence) mit Hilfe von Infrarotlicht.
- Radiolumineszenz (RL; en: Radioluminescence) mit Hilfe von ionisierender Strahlung.
- Grün Stimulierte Lumineszenz (GLSL; en: green-light stimulated luminescence) mit Hilfe von grünem Licht.